# Matic Fink
Matic Fink (Lubiana, 27 febbraio 1990) è un calciatore sloveno, difensore svincolato.

## Palmarès

### Club

#### Competizioni nazionali
- Campionato sloveno: 1

Olimpia Lubiana: 2015-2016